# Eleições legislativas na Colômbia em 2010
As eleições legislativas colombianas de 2010 foram realizadas em 14 de março. Quase 30 milhões de colombianos foram convocados às urnas para escolher, entre mais de 2.500 candidatos, os 102 senadores e 166 representantes para a Câmara Baixa do Congresso Nacional, assim como seus cinco representantes no Parlamento Andino. Além disso, os eleitores que quiseram puderam aproveitar para escolher uma cédula, do Partido Verde ou do Partido Conservador, para designar os candidatos destas legendas à Presidência para as eleições presidenciais de 30 de maio.

## O pleito e violência ocorrida
Os 10.376 postos de votação abriram as portas às 8h locais e foram fechados às 16h, após um clima de relativa tranquilidade, apenas afetada apenas pela explosão de um carro-bomba na qual uma pessoa morreu e pela desativação de um caminhão com explosivos em uma área rural do país. O morto é um suposto guerrilheiro das Forças Armadas Revolucionárias da Colômbia (Farc). Em paralelo, a Polícia colombiana desativou um caminhão-bomba no departamento de Arauca, na fronteira com a Venezuela. Segundo fontes oficiais, os dois veículos seriam utilizados para cometer atentados durante o pleito. O subsecretário de Governo do departamento de Antioquia, Jair Jiménez, confirmou que o primeiro veículo, que tinha sido carregado de explosivos por supostos rebeldes da frente 18 das Farc, explodiu no município de Ituango, no noroeste colombiano. Jiménez afirmou ainda que a situação na área onde explodiu o veículo "está controlada" pela Polícia e pelo Exército. De acordo com a versão digital do jornal "El Espectador", que citou fontes policiais, o caminhão carregado de explosivos foi abandonado perto de uma universidade onde há zonas eleitorais. No dia anterior (13), um carro-bomba foi desativado no centro da cidade de Cali. Além disso, o Exército colombiano localizou sete explosivos em uma estrada no departamento de Nariño. O Ministério da Defesa da Colômbia destacou mais de 250 mil soldados, entre militares e policiais, para fazer a segurança da votação, além de haver fechado suas fronteiras.

## Resultados
O Partido Social de Unidade Nacional (Partido da U) e o Partido Conservador, os mais próximos ao presidente Álvaro Uribe, consolidaram sua presença no novo Senado colombiano com 28 e 22 cadeiras, respectivamente, do total de 102. O Partido da U obteve 25,1% dos votos, seguido pelo Partido Conservador, com 20,6%, e o Partido Liberal (PLC), com 15,8%. Desta forma, o Partido da U ganhou oito cadeiras em relação às eleições de 2006, enquanto o Conservador fica com mais quatro e o PLC mantém suas 18 cadeiras no novo Senado. Depois dos liberais vem o polêmico Partido de Integração Nacional (PIN), considerado como o herdeiro da chamada 'parapolítica', que ficou com nove cadeiras (8,1%). O quinto lugar ficou com o Partido Mudança Radical (CR), que conseguiu apenas 8 cadeiras, sete a menos do que tem na legislatura de 2009. Em sexto vem o esquerdista Polo Democrático Alternativo (PDA), que ficou com oito das dez cadeiras que alcançou em 2006; o Partido Verde, com cinco cadeiras; e o cristão, Movimento Independente de Renovação Absoluta (Mira), que reduziu sua representação de duas para apenas uma cadeira.